# 鳴淵ダム
鳴淵ダム（なるふちダム）は、福岡県糟屋郡篠栗町の二級河川・多々良川水系鳴渕川に建設されたダム。

## 概要
1978年からブロック工法によって建設が開始された。1993年から1998年にかけて仮排水路設置、本体掘削、本体打設及び盛土の工事が行われ、2001年に完成した。
すぐ下流に篠栗線が通るので、篠栗駅と筑前山手駅間の列車内から数秒間眺めることができる。ダム付近は「清流公園」として整備されている。

## 交通
- JR篠栗線筑前山手駅より徒歩20分[3]